# Trigonocorypha sirvani
Trigonocorypha sirvani is een rechtvleugelig insect uit de familie sabelsprinkhanen (Tettigoniidae). De wetenschappelijke naam van deze soort is voor het eerst geldig gepubliceerd in 2010 door Koçak, Kemal & Seven.